# Геррманнзаккер
Геррманнзаккер (нім. Herrmannsacker) — громада в Німеччині, розташована в землі Тюрингія. Входить до складу району Нордгаузен. Складова частина об'єднання громад Гонштайн/Зюдгарц.
Площа — 19,14 км2. Населення становить Невірний параметр metadata 16 062 018 ос. (станом на 31 грудня 2021).

## Галерея

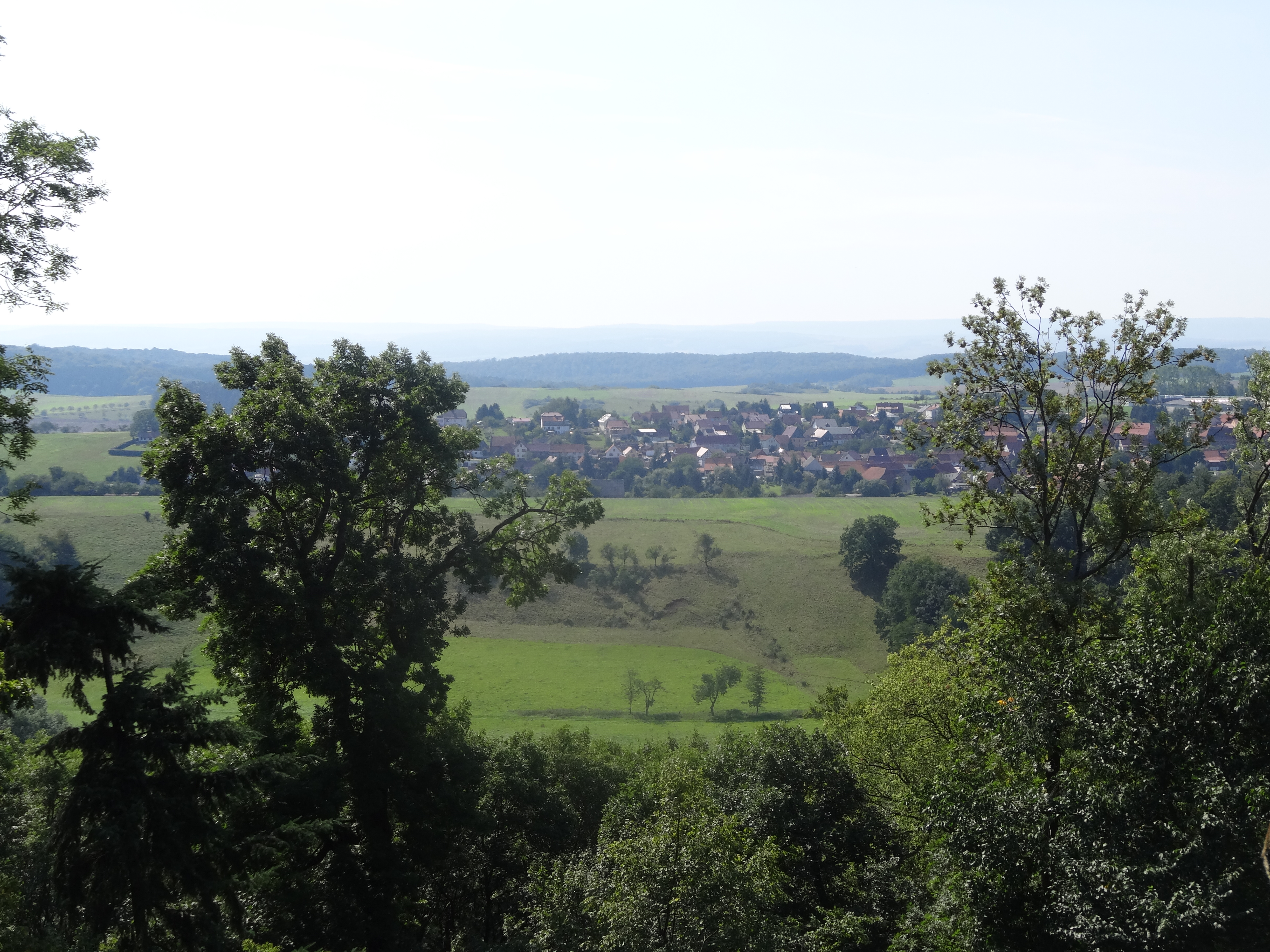
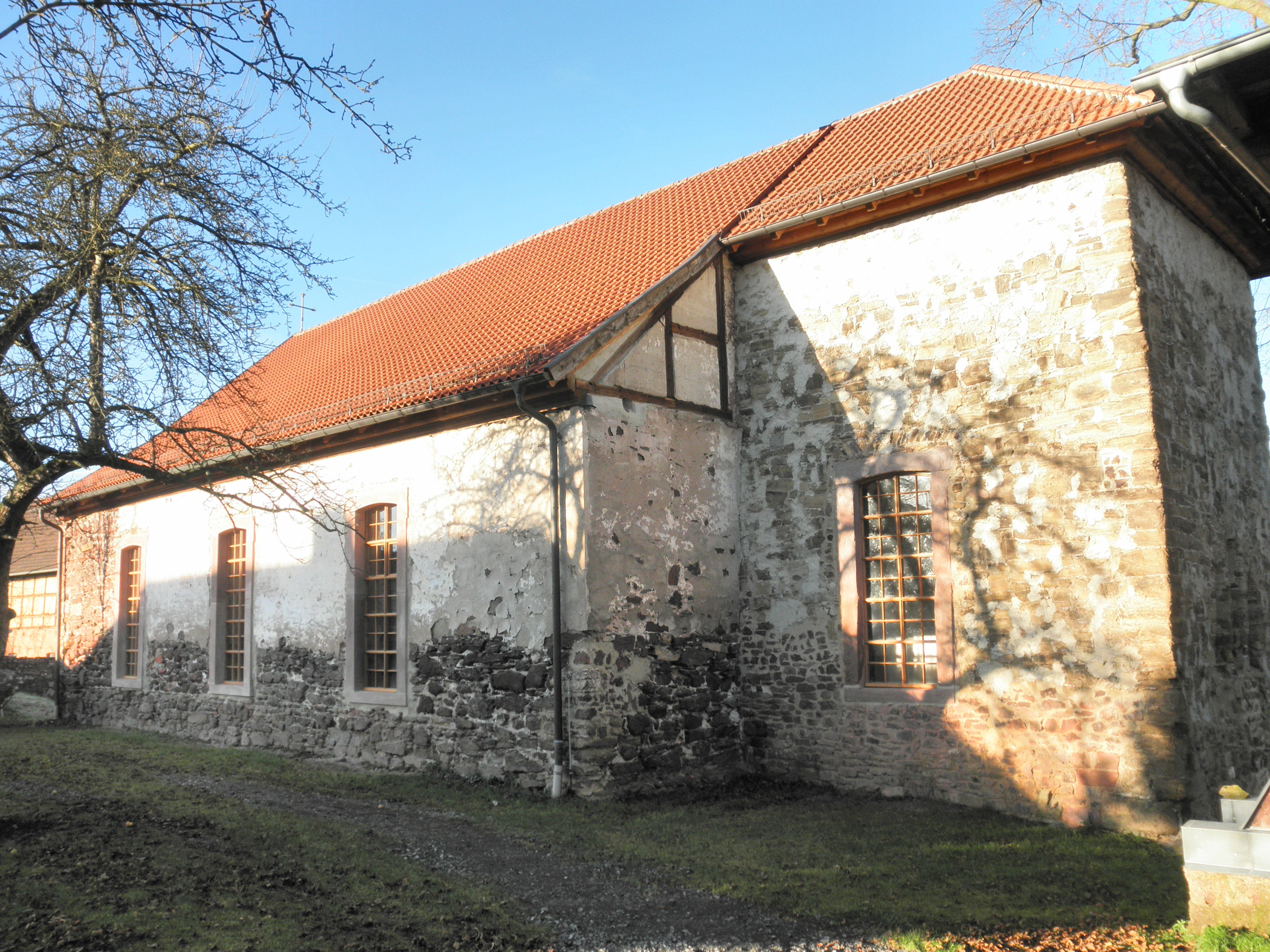
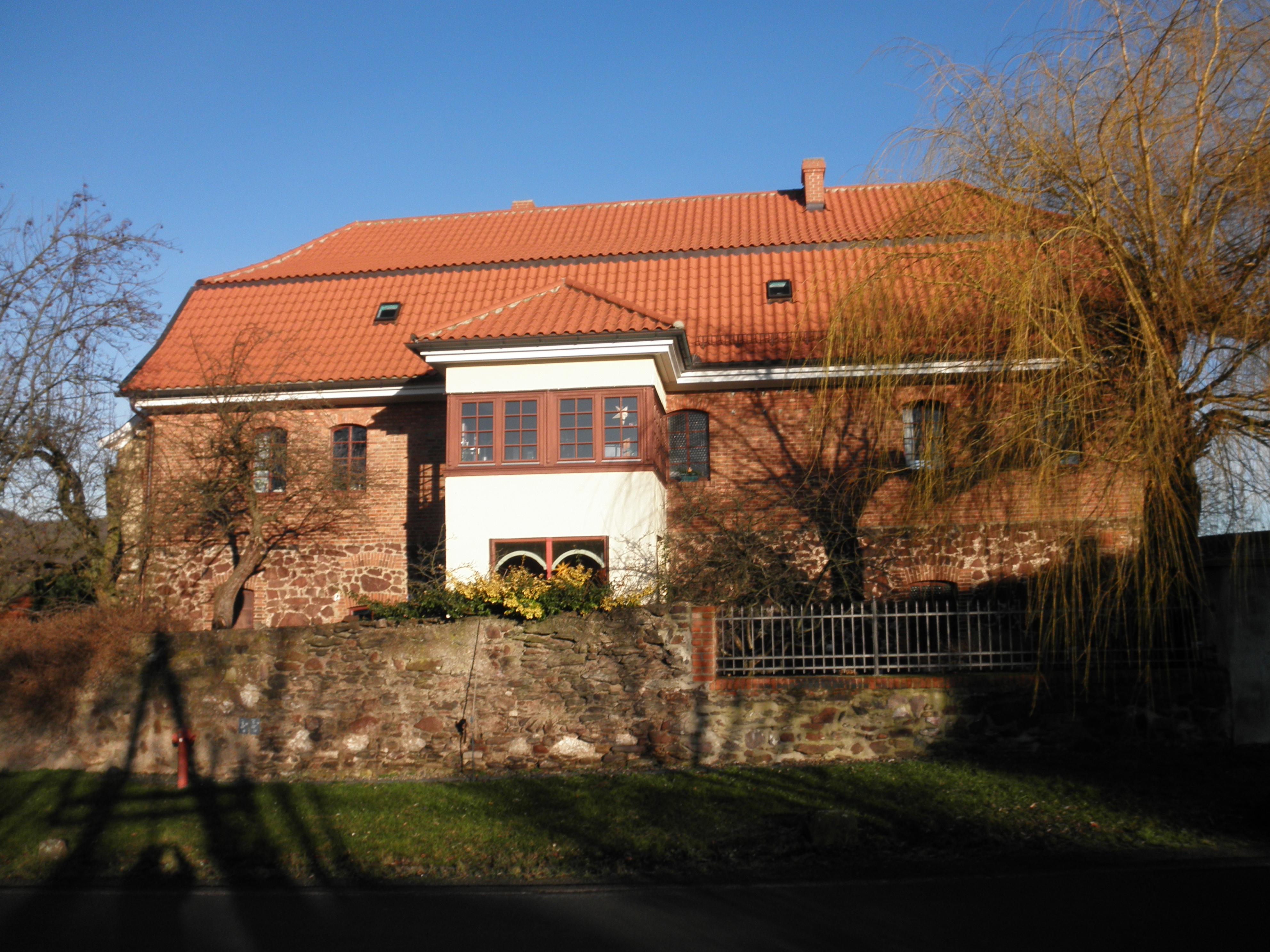